# Cruztitla, Hidalgo
Cruztitla är en ort i Mexiko.   Den ligger i kommunen Huejutla de Reyes och delstaten Hidalgo, i den sydöstra delen av landet, 210 km norr om huvudstaden Mexico City. Cruztitla ligger 92 meter över havet och antalet invånare är 609.
Terrängen runt Cruztitla är platt åt nordväst, men åt sydost är den kuperad. Runt Cruztitla är det ganska tätbefolkat, med 248 invånare per kvadratkilometer. Närmaste större samhälle är Huejutla de Reyes, 15,1 km sydost om Cruztitla. Omgivningarna runt Cruztitla är en mosaik av jordbruksmark och naturlig växtlighet.